# Fatemeh Khavari
Fatemeh Khavari (Teherán, Irán, 2000) es una activista refugiada afgano-sueca. Fundó la organización Young en Suecia en 2017, que recibió mucha atención después de una sentada en otoño de 2017 para frenar la deportación de jóvenes afganos. Esta sentada duró unos 58 días desde el 6 de agosto hasta el 2 de octubre.

## Historia

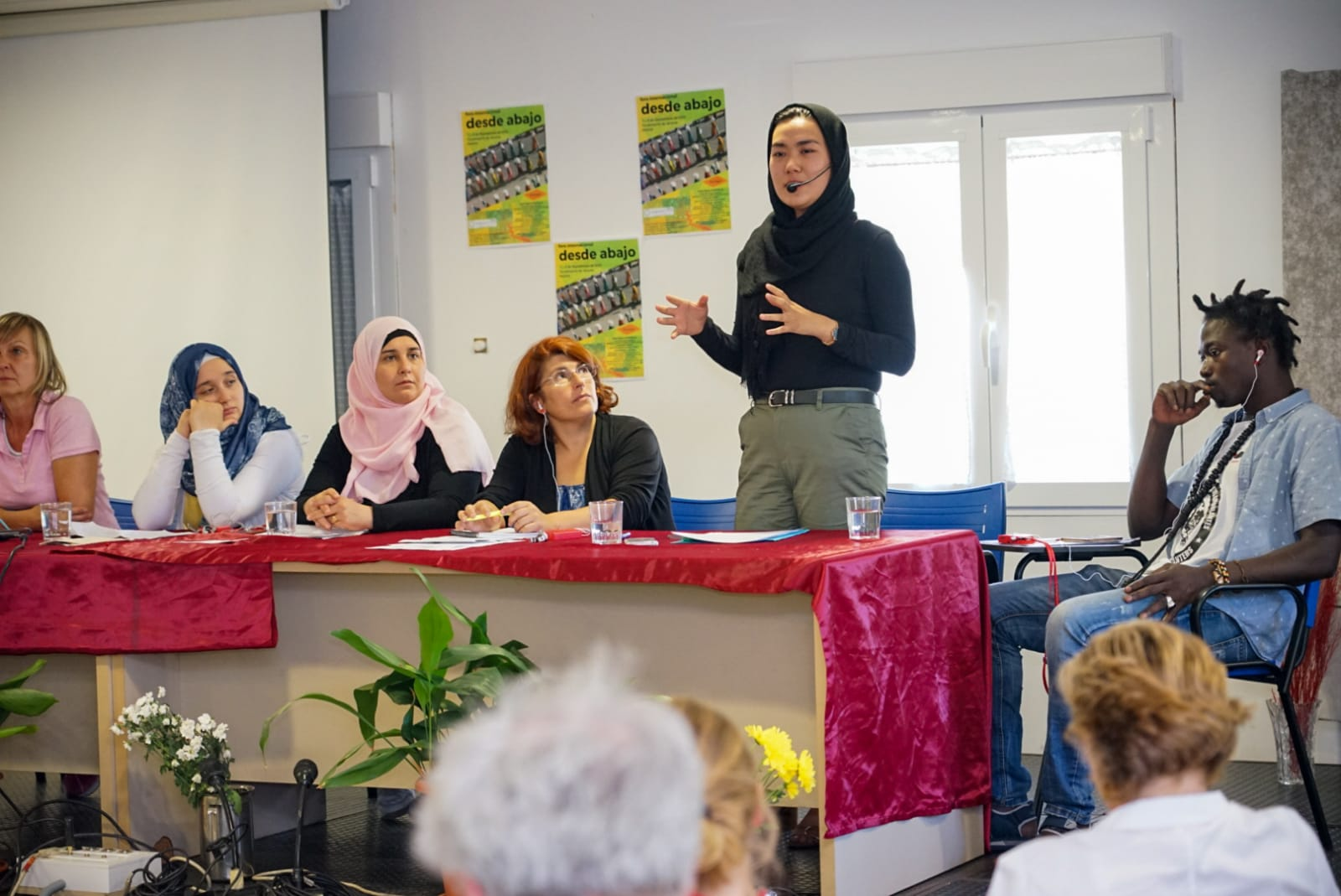
Fatemeh Khavari en el Foro Internacional Desde Abajo

Fatemeh Khavari es de nacionalidad afgana, pero apenas tiene recuerdos de su país de origen, ya que creció en el exilio. Pasó gran parte de su infancia en Irán, trabajando como niña esclavizada en una fábrica, cosiendo uniformes escolares y deseando ella misma ir a la escuela. En 2015 llegó a Suecia donde vive como refugiada. Es cofundadora de “Ung i Sverige” y lideró un gran movimiento juvenil contra deportaciones de jóvenes refugiados. En junio de 2018, se publicó su libro Me quedaré hasta el final ('Jag stannar till slutet') junto con la periodista de ETC Annie Hellquist. En agosto de 2019 asistió en Madrid, España, al Foro internacional Desde Abajo, en el que hizo una aportación como ponente.

## Premios
Recibió el premio Martin Luther King 2018. El jurado dijo al concedérselo: «Como portavoz de Jóvenes en Suecia, Fatemeh Khavari ha dirigido la lucha no violenta con diálogo y justicia como metas y ha mostrado el esfuerzo que supone enfrentar el odio con amor. Gracias a una sentada que comenzó en la plaza del Mercado Mayor de Estocolmo, Jóvenes en Suecia y Fatemeh movilizaron a la juventud en aras de frenar las deportaciones a Afganistán. Con su entusiasmo, Fatemeh consiguió articular en poco tiempo un movimiento en aumento. Quiere representar a aquellos que más lo necesitan, a los que no tenían voz, con el verdadero espíritu de Martin Luther King».